# Капп, Эуген Артурович
Эуге́н Арту́рович Капп (эст. Eugen Kapp; 1908—1996) — эстонский, советский композитор, педагог. Герой Социалистического Труда (1978). Народный артист СССР (1956). Лауреат трёх Сталинских премий второй степени (1946, 1949, 1952).

## Биография
Родился 13 (26) мая 1908 года в Астрахани (ныне в России) в семье эстонского композитора, директора Астраханского музыкального училища А. Каппа и Марии Лихтенвальд.
В детстве учился игре на фортепиано у А. Г. Веприцкой в Астраханском музыкальном училище (ныне Астраханский музыкальный колледж им. М.П. Мусоргского), делал попытки сочинять музыку.
В 1920 году семья переехала в Таллинн. В 1922—1926 годах учился в Таллинской консерватории (ныне Эстонская академия музыки и театра) у Пеэтера Рамуля и Теодора Лембы по классу фортепиано, а в 1926—1931 годах — у своего отца по классу композиции.
В начале 1930-х годов работал в Обществе рабочей музыки (Таллинн), с 1938 года — член правления. До 1935 года давал уроки музыки.
С 1935 года — ассистент по классу теории музыки, с 1944 года — преподаватель Таллинской консерватории. В 1952—1965 годах — ректор консерватории. С 1947 — профессор.
Среди учеников видные эстонские композиторы, в том числе Э. Тамберг, X. Карева, X. Леммик, Г. Подэльский, В. Липанд.
Во время войны организовывал в Ярославле эстонские художественные ансамбли.
Сочинения композитора регулярно входили в программы традиционных Эстонских праздников песни.
Председатель правления Союза композиторов Эстонской ССР (1944—1966). Член правления Союза композиторов СССР с 1948 года.
Член ВКП(б) с 1947 года. Член ЦК КП Эстонской ССР (1951—1961). Депутат Верховного Совета СССР 4—5 созывов (1954—1962).
Умер 29 октября 1996 года в Таллине. Похоронен на Лесном кладбище.

### Семья
- Дед — Йоосеп Капп, органист, дирижёр
- Отец — Артур Капп (1878—1952), композитор. Заслуженный деятель искусств Эстонской ССР (1945)
- Дядя — Ханс Капп, хоровой дирижёр
- Брат (двоюродный) — Виллем Капп (1913—1964), композитор. Народный артист Эстонской ССР (1963).

## Награды и звания
- Герой Социалистического Труда (1978)
- заслуженный деятель искусств Эстонской ССР (1942)
- народный артист Эстонской ССР (1950)[2]
- народный артист СССР (1956)
- Сталинская премия второй степени (1946) — за оперу «Огни мщения» (1945)
- Сталинская премия второй степени (1949) — за балет «Калевипоэг» (1948)[3]
- Сталинская премия второй степени (1952) — за оперу «Певец свободы» (1950)
- Государственная премия Эстонской ССР (1948, 1950, 1977)
- два ордена Ленина (1950, 1978)
- четыре ордена Трудового Красного Знамени (1946, 1965, 1968, 1983)
- Орден Дружбы народов (1988)
- Медаль «За доблестный труд в Великой Отечественной войне 1941—1945 гг.»
- Медали.
- Премия Национального фонда культуры Эстонии[эст.] (1993) — за жизненные заслуги.

## Творчество
- оперы:
  - «Огни мщения» (1945, либретто П. Руммо)
  - «Певец свободы» (1950, либретто П. Руммо) памяти Ю. Сютисте
  - «Зимняя сказка» (детская опера) (1958)
  - «Неуловимая» (1961)
  - «Рембрандт» (1975)
  - «Небывалое чудо» («Необыкновенное чудо») (детская опера) (1983, по сказке X. К. Андерсена)

- балеты:
  - «Калевипоэг» («Сын Калева») (1948, на либретто А. Сярева)
  - «Золотопряхи» (детский балет) (1956)

- для симфонического оркестра:
  - симфоническая поэма «Мститель» (1931)
  - симфонии: I («Патриотическая», 1943), II («Эстонская», 1954), III («Весенняя», 1964)
  - сюиты (I (1934), II (1943), «Марш победы» (1943), «Картинки Таллина» (1949), 1955, «Ленинградская» (1957))
  - увертюры: «Калевипоэг» (1938), «На финские темы» (1957), «Маленькая веселая увертюра» (1968), «Приветственная» (1972)
  - 2 народных танца (1955)

- кантаты и оратории:
  - кантата «Народная власть» (1949)
  - кантата «Песня о Ленине» (сл. Ю. Смуула, 1950)
  - кантата-реквием «Над Андами» памяти С. Альенде
  - кантата «Победа» (на стихи М. Кесамаа, 1983)
  - кантата «Октябрь и Июнь»
  - кантата «Балтийское море, море мира»
  - песня-кантата «Партия Ленина» (1955)
  - оратория «Эрнст Тельман» (1977, стихи М. Кесамаа)

- камерно-инструментальные ансамбли:
  - фортепианное трио (1930)
  - струнные квартеты — I (1935), II (1956)
  - сонаты для скрипки и фортепиано (I (1936), II (1943))
  - Концертино для 2 фортепиан (1943)
  - соната для виолончели и фортепиано (1948)
  - «Молодёжный концерт» для скрипки и камерного оркестра (1974)
  - концерт для флейты и камерного оркестра (1976)
  - Сонатина для скрипки и фортепиано (1976)
  - концерт для виолончели и камерного оркестра (1986)
  - пьесы

- хоры, песни (около 300), романсы:
  - для хора: «Родная страна» (1942, ст. Я. Кярнера), «Труд и борьба» (1944, стихи П. Руммо), «Ты в бурях устояла» (1944, стихи Я. Кярнера), «Пионерская сюита» (сл. П. Руммо, 1952), «Песня о партии» (сл. Р. Парве, 1955), «Вечерние песни» (сл. М. Ундер, 1971), сюиты «О Ленине»: I (сл. М. Кесамаа, 1972), II (сл. М. Кесамаа, 1972),
  - песня «Пусть стучат молотки» (1975, стихи X. Пегельмана)
  - «Песня пионеров-мичуринцев», «Пионерская дорожная»
  - обработки народных песен

- прочее:
  - оперетта «Ассоль» (для детей) (1966)
  - мюзикл «Васильковое чудо» (для детей) (1982)
  - для фортепиано — сонатина (1945), цикл «Картинки Таллина» (1949), цикл 24 прелюдии (1965—1967)
  - для виолончели и фортепиано — Соната (1948), пьесы
  - для голоса и оркестра — «В Мавзолее» (сл. Джамбула, 1950)
  - для солистов, хора и симфонического оркестра — «Шахтерская баллада» (сл. В. Сейна, 1971), «Песни о Ленине» (сл. М. Кесамаа, 1972)
  - для фортепиано и симфонического оркестра — концерт (1967)
  - для духового оркестра — «Победный марш» (1944), увертюры
  - для хора и 2 фортепиан — концертная сюита «Человек и море» (сл. М. Кесамаа, 1976)
  - для солиста, хора и органа — поэма «Над Андами» (сл. М. Кесамаа, 1973)
  - для 2 голосов и фортепиано — 4 эстонских песни (1954)
  - для голоса и фортепиано — циклы: «Родная природа» (сл. Ф. Крейцвальда, 1954), «Времена года» (сл. разных авторов, 1976)
  - «Северная мелодия»
  - музыка для драматического театра («Венецианский купец», «Много шума из ничего» У. Шекспира (1936), «Вильгельм Телль» Ф. Шиллера (1937), «Слуга двух господ» К. Гольдони (1941), «Шесть братьев» Х. Виснапуу и др.), кино

## Фильмография
- 1947 — Жизнь в цитадели
- 1951 — Свет в Коорди (совм. с Б. Кырвером)
- 1955 — Счастье Андруса (совм. с Б. Кырвером)
- 1958 — Капитан первого ранга

## Цитаты
С гневом и возмущением узнал я о предательском поступке Б. Пастернака, продавшего свой гнусный пасквиль за границу, где вокруг него раздута очередная антисоветская шумиха. Только ослеплённый ненавистью, бесконечно далёкий от народа человек может так клеветать на завоевания Великого Октября, закрывать глаза на огромные изменения, происшедшие за годы Советской власти в материальной и духовной жизни народа. Для нас, советских работников искусства, нет цели выше и прекраснее, чем служение родному народу.
— Эуген Капп, народный артист СССР. «Литературная газета», № 131 от 1 ноября 1958 года.

## Память
- В Сууре-Яани открыт Мемориальный музей композиторов А. Каппа и В. Каппа, где среди экспонатов есть рояль, принадлежавший Э. Каппу. С 1998 года, в их честь каждый год в городе проводятся музыкальные фестивали.